# Сьомаки (Хмельницький район)
Сьомаки́ — село в Україні, у Старосинявській селищній громаді Хмельницького району Хмельницької області. Населення становить 378 осіб.

## Географія
Рельєф, у межах якого розташовані поля, являє собою полого-хвилясте плато. Рельєф землі широко хвилястий, сильно розчленований густою сіткою улоговин-балок у південній і північній частині земельного масиву. Ґрунти полів переважно опідзолені на лесових породах, злиті, реградовані; чорноземи типові на лесах, лучні середньозлиті на щільних глинах, з них: темносірий опідзолений слабо злитий ґрунт займає 20% загального масиву піль; темно-сірий опідзолений середньозлитий ґрунт займає незначну площу: 4% від загального масиву. Цей ґрунт займає переважно південні пологі схили. Чорнозем реградований слабозлитий, займає у господарстві 25%. Це одні з найкращих ґрунтів у господарстві Сьомаків. Вони мають кращі агрофізичні та мікробіологічні властивості, менше запливають, мають краще виявлену зернисту структуру, мають кращий повітряний і водний режим. Чорнозем, деґрадований серед інших ґрунтів, становить 33%. Цей ґрунт у порівнянні з незлитим має гірші фізико-хімічні властивості та бідніший на поживні речовини.

## Історія
Село Сьомаки спочатку називалось Любарськими хуторами, які були заселені сімома вихідцями з містечка Любар Волинської губернії. Звідси село й одержало пізніше свою назву. Сьомаки належали польським поміщикам Сенявським. 1782 року село Сьомаки вважалось одним із найбільших помість князя Августа Чарторийського, потім дісталось Борейку, а від нього у вигляді приданого — його доньці Єлені, яка вийшла заміж за капітана у відставці Могучія близько 1820 року.
1858 року село Сьомаки купив поміщик Броніслав Мержвинський. Він разом із селом купив 374 чоловіки і 400 жінок. Населення за народністю — «малороси»-українці, за соціальним станом — селяни. За кошти парафіян у селі була побудована церква св. Дмитра у 1762 році, на крутому піщаному горбі — дерев'яна триверха, у 1806 р. піднята на кам'яний фундамент. У 1870 році прибудовано 2 бічних приділи, паламарню і різницю, зроблено новий іконостас 3-ярусний. До 1861 року сьомаківці були кріпаками. Всі найкращі землі були власністю поміщика Мержвинського. 1861 року у зв'язку зі скасуванням кріпосного права в Росії мешканці села почали викуповувати землю в поміщика. Земля коштувала відносно дорого. У 1850 році всієї землі — 484 десятини 1284 сажнів. Ціна однієї десятини становила 68 карбованців. Викуп землі у поміщика Мержвинського розпочався 15 вересня 1864 року і закінчився близько 5 квітня 1900 року. Поміщик Мержвинський мав хлібопекарню та насіннєву лабораторію з вирощування високоврожайного сорту цукрових буряків. 1866 року священником Трублаєвичем в селі було відкрито церковно-парафіяльну школу.
7 (20) листопада 1917 року, відповідно до Третього Універсалу Української Центральної Ради, увійшло до складу Української Народної Республіки.

### Німецько-радянська війна
12 липня 1941 року Сьомаки були зайняті німецькими військами. Старостою окупаційна адміністрація призначила Павла Григоровича Рикуна.
На початку 1942 року перед селянами поставилось завдання заготовляти і відправляти в Німеччину хліб, м'ясо, зимовий одяг і молоду робочу силу з 1905-27 року народження. Це спричинило дефіцит харчів та соціальну напругу. Староста села, який намагався залагодити конфлікти без суттєвих збитків для селян, був побитий та звільнений з посади. На пост старости села Сьомаки було призначено Науменка Ладима, жителя села Буглаї, який працював там поліцаєм, а його замісником було призначено Ецика Олександра. Протягом 1942-43 років на примусові роботи в Німеччину було вивезено 52 селян. 6 з них загинули в Німеччині.
Біля села вранці 18 липня 1943 року між загонами німців і партизан зав'язався жорстокий бій, в якому німців було відкинуто. Під час бою було вбито два партизана і два поранено. Одного пораненого було страчено, іншого врятувала жителька села. О 14 годині дня в село вступив перегрупований зведений загін карателів і поліцаїв, який приступив до винищення села і його жителів за подану допомогу партизанам.
З полудня комендантом Старосинявського німецького воєнного гарнізону Шендиківським було дано команду зупинити операцію в селі. За цей період в селі було знищено/спалено 164 господарських хати, 150 надвірних будівель, вбито 184 жителя, з них 77 чоловіків, 59 жінок, 48 дітей і немовлят. Повністю було знищено 23 сім'ї, в яких проживали 81 людина. Також було вбито 88 голів ВРХ, 190 голів свиней, 580 голів різної птиці. Спалено 23,4 тонни зерна і зернопродуктів. На другий день за наказом коменданта Шендиківського з навколишніх сіл почали прибувати люди з підводами, які надавали пораненим першу допомогу, а убитих хоронили на кладовищі. Хоронили в загальні ями повулично, зрідка породинно. Важкопоранених відправляли в Старосинявську лікарню, а кому потрібно було робити складну операцію — у Вінницьку лікарню.
8 березня 1944 року Червона армія (796 полк 141 дивізії) зайняв с. Сьомаки. За висновками урядової спецкомісії, яка була організована після закінчення війни під головуванням Сидора Ковпака збитки за час війни склали 2 638 623 карбованці. В селі Сьомаки встановлено Меморіал пам'яті.

### Незалежна Україна
12 червня 2020 року, відповідно до розпорядження Кабінету Міністрів України № 727-р «Про визначення адміністративних центрів та затвердження територій територіальних громад Хмельницької області», увійшло до складу Старосинявської селищної громади.
19 липня 2020 року, в результаті адміністративно-територіальної реформи та ліквідації Старосинявського району, село увійшло до складу новоутвореного Хмельницького району.

## Населення

### Мова
Розподіл населення за рідною мовою за даними перепису 2001 року:
| Мова       | Кількість | Відсоток |
| ---------- | --------- | -------- |
| українська | 378       | 100%     |